# 恩沢奉行
恩沢奉行（おんたくぶぎょう）とは、鎌倉幕府の役職の1つ。御家人の勲功について調査を行い、恩賞の支給の是非を判断する。御恩奉行・恩賞奉行・勲功奉行などの別名がある。

## 概要
当初は政所別当や問注所執事などが恩賞事務を行っていたが、嘉禎年間以後後藤基綱・中原師員・清原満定らが「恩沢奉行」として記録に登場する。建治年間には安達泰盛が務めているが、その在任期は文永の役と弘安の役の戦間期にあたり、元寇に伴う恩賞問題に対応した。官位の推挙を扱う官途奉行が恩沢奉行から分離したのはこの時期とされている。得宗専制期に入ると、恩沢奉行に属する職員の中に御内人が増加し、中には奉行そのものに任じられた者もいた。これは北条氏の嫡流である得宗が御家人統制のために恩賞に関する権限を掌握しようとしたものとされている。